# Partij van Italiaanse Communisten

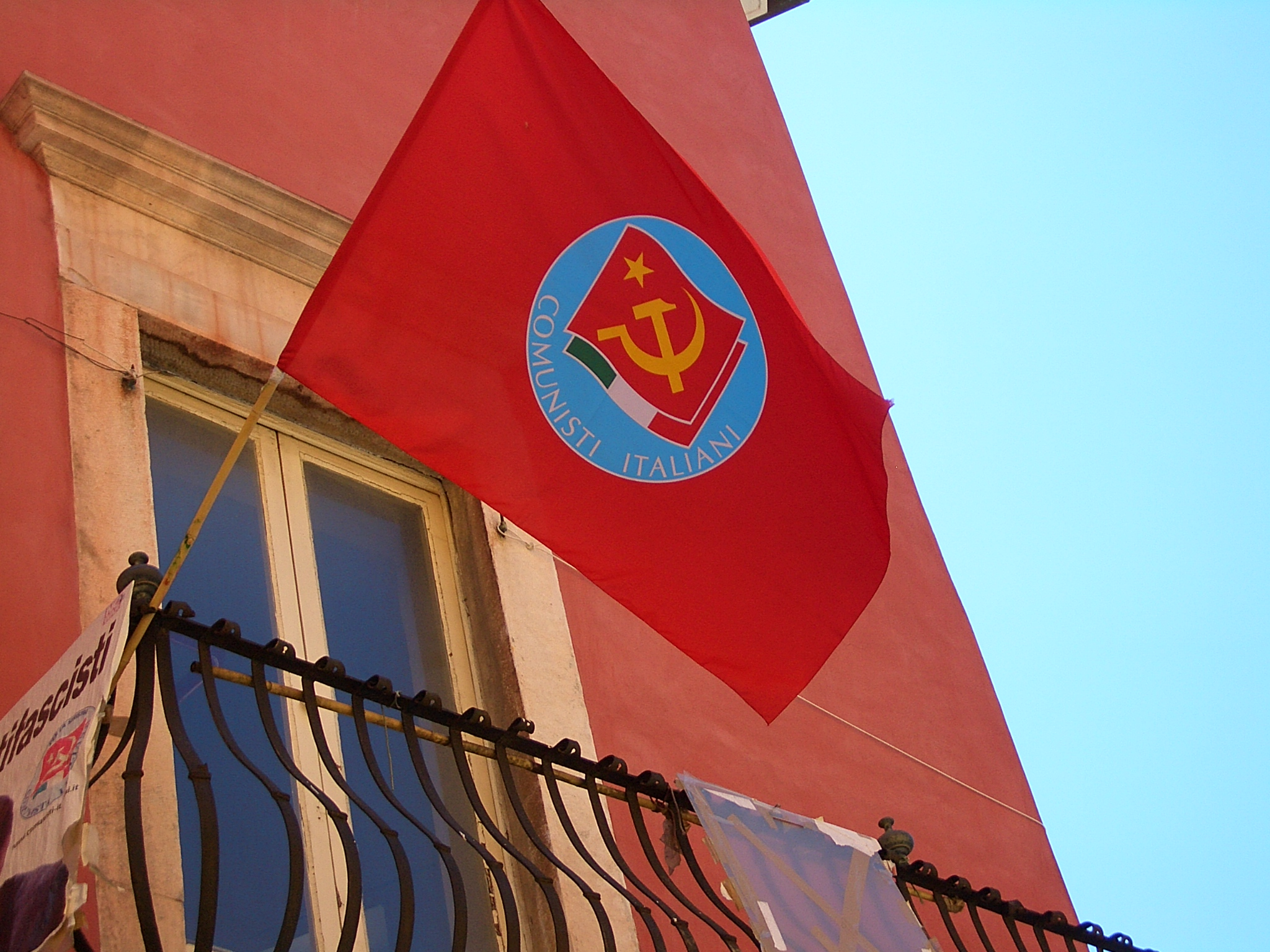
Vlag van de partij

De Partij van Italiaanse Communisten (Italiaans: Partito dei Comunisti Italiani) is een Italiaanse politieke partij en maakt deel uit van de centrumlinkse verkiezingsalliantie De Unie.

## Geschiedenis
De PdCI werd eind 1998 opgericht door Armando Cossutta. Cossutta behoorde jarenlang tot de Communistische Partij van Italië en haar opvolger, de Heropgerichte Communistische Partij. Hij was zelfs voorzitter van de Heropgerichte Communistische Partij. Cossutta en diens volgelingen stonden altijd een dogmatisch communisme voor en waren tegenstanders van het Eurocommunisme, dat sinds de jaren 80 de overhand had binnen de Communistische Partij van Italië en de Heropgerichte Communistische Partij (PRC). In 1997 raakte de Cossutta-fractie in conflict met de fractie van Fausto Bertinotti (partijsecretaris). Bertinotti wilde - gesteund door de meerderheid binnen de PRC - de PRC uit de centrumlinkse L'Ulivo-regering van Romano Prodi halen vanwege het neoliberale beleid van de regering, dit zou zeker de val van de regering hebben betekend. Cossutta en de zijnen waren fel tegen de plannen van Bertinotti en de meerderheid van de partij, omdat zij de coalitie wel wilden voortzetten. Eind 1998 stapte de Cossutta-fractie uit de partij (20% van de leden) en richtte de Partij van Italiaanse Communisten (PdCI) op. De meerderheid van de PRC-parlementariërs maakte de overstap naar de PdCI. De PdCI bleef binnen de regering en voorkwam zo de val het kabinet-Prodi.

## Kenmerken
De PdCI is dogmatisch marxistisch-leninistisch en staat in de traditie van de Italiaanse communisten Antonio Gramsci, Palmiro Togliatti en Enrico Berlinguer en vindt haar aanhangers onder de arbeiders in Noord-Italië – veelal oud-leden van de PCI – en teleurgestelde PRC-aanhangers.
Op Europees niveau is de PdCI aangesloten bij Europees Unitair Links/Noords Groen Links en heeft twee afgevaardigden in het Europees Parlement (verkiezingen 2004).

## Partijkrant
- La Rinascita della sinistra

## Verkiezingsresultaten

### Zetelverdeling Italiaans parlement
| Jaar | %       | Kamer van Afgevaardigden | Senaat |
| ---- | ------- | ------------------------ | ------ |
| 2001 | 1,7/-   | 9                        | 2      |
| 2006 | 2,3/4,2 | 16                       | 11     |

### Zetelverdeling Europees parlement
| Jaar | %   | Europees parlement |
| ---- | --- | ------------------ |
| 1999 | 2,0 | 2                  |
| 2004 | 2,4 | 2                  |